# Clichy-sous-Bois
Clichy-sous-Bois è un comune francese di 30 201 abitanti situato nel dipartimento della Senna-Saint-Denis nella regione dell'Île-de-France. Già piccolo villaggio del Pays d'Aulnoye, a partire dagli anni sessanta, il comune ha conosciuto un importante sviluppo edilizio con la costruzione di grands ensembles, concentrando un alto numero di immigrati specialmente algerini, tunisini e marocchini.
Gli abitanti di Clichy-sous-Bois si chiamano Clichois(es).

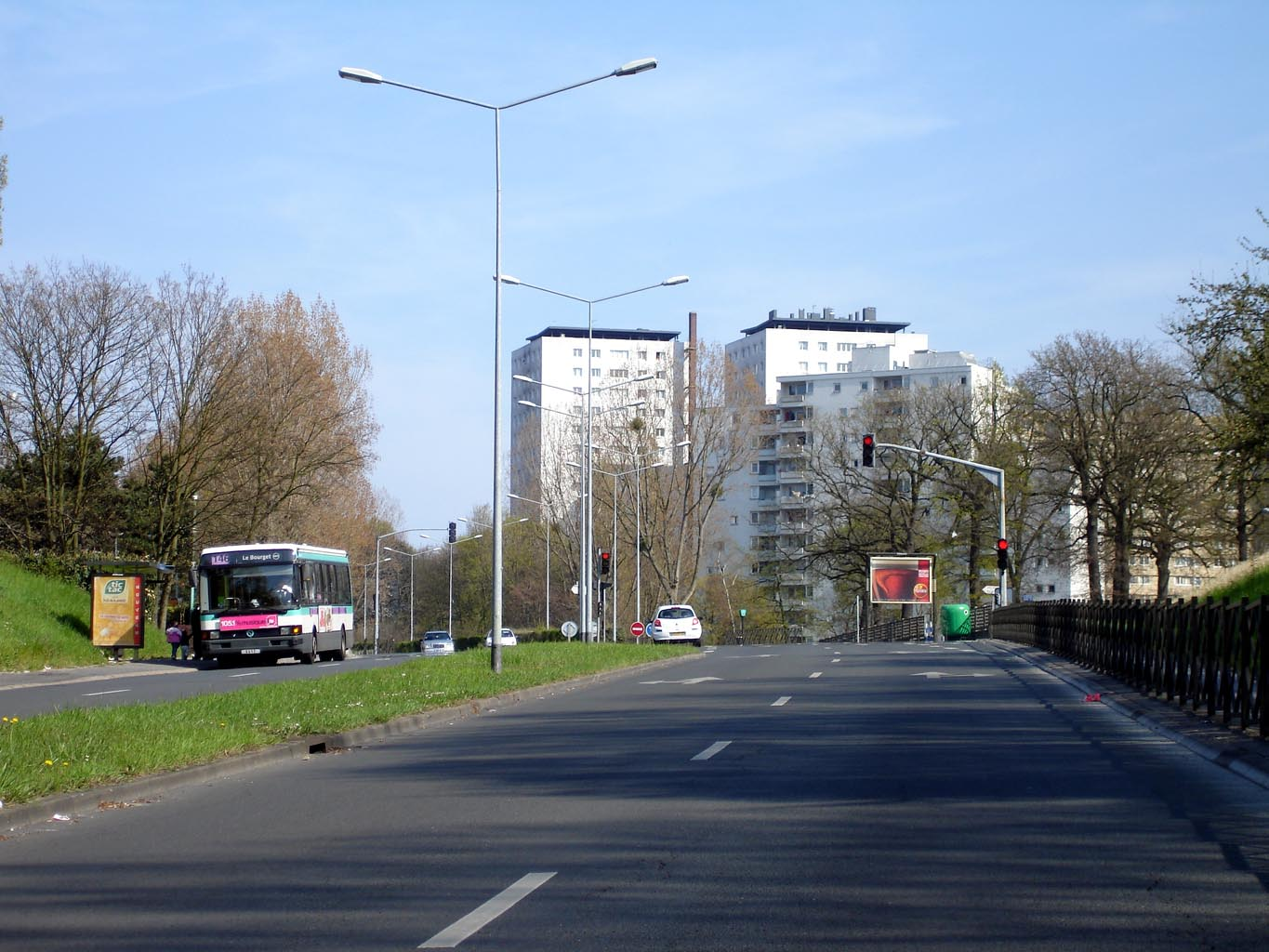
Boulevard Gagarine a Clichy-sous-Bois

## Storia
Clichy-en-Aulnoy era già un villaggio in tempi antichi che nel medioevo appartenne ai signori di Livry.
Fino al XVI secolo (dopo che era appartenuto all'ordine dei Cavalieri Ospitalieri), era una località di caccia dei re di Francia. Nel XVII secolo, appartenne al duca d'Orléans.
Durante il periodo rivoluzionario Clichy s.B. contava poco più di 100 abitanti.
Il 6 gennaio 1790 Clichy s.B. divenne un comune autonomo.
Il 20 maggio 1869, una parte del territorio di Clichy-sous-Bois è stata distaccata e fusa con parte del territorio di Livry-Gargan e Gagny per creare il comune di Le Raincy.
Nel 1870, Clichy è stata colpita dalla guerra franco-prussiana.  Nel 1912, è stata censita  una popolazione di 1 434 abitanti.
La grande urbanizzazione del comune è iniziata nel 1955 ed è proseguita durante tutti gli anni '60.

## Nomi del comune
Ha preso i nomi di Cleppius in epoca romana, Clippiacum superius nell'VIII secolo (secondo un testo del 636), Clichiacum nel XII secolo, e durante la rivoluzione francese Clichy-en-Aulnois.

## Geografia fisica
Clichy-sous-Bois è situato su una collina ad est di Parigi, nella regione di Île-de-France, nel dipartimento di Senna-Saint-Denis, a 15,8 km dalle porte di Parigi e a meno di un miglio dal dipartimento di Seine-et-Marne. Esso appartiene al cantone di Le Raincy, sub-prefettura di Seine-Saint-Denis.
Clichy-sous-Bois si estende su un'area di 395 ettari, di cui 110 sono boschivi. La morfologia e la topologia del comune offre una grande varietà di paesaggi.

### Comuni limitrofi
La città confina con i comuni di:
- a nord: Livry-Gargan
- a ovest: Le Raincy
- a sud: Gagny
- a est: Montfermeil
- a nord-est: Coubron

## Luoghi notevoli
- Moschea Bilal (o anche Moschea di Clichy-sous-Bois) è una moschea fatta costruire dalla comunità islamica e culturale di Clichy.

### Parchi e luoghi verdi
Il comune di Clichy-sous-Bois possiede un importante patrimonio boschivo, tant'è che questa è la dodicesima città del dipartimento più verde (in relazione al numero di abitanti). I principali spazi verdi del comune sono:
- la Foresta di Bondy a est
- Parco Bellevue in centro
- il parco dipartimentale del Fosse-Maussoin, situata in una cava a ovest della città
- il corridoio verde dell'acquedotto de la Dhuys
- lo stagno di Clichy
- il prato nel centro della città

La foresta di Bondy e Park County Pit-Maussoin sono due siti di Natura 2000 di Seine-Saint-Denis.

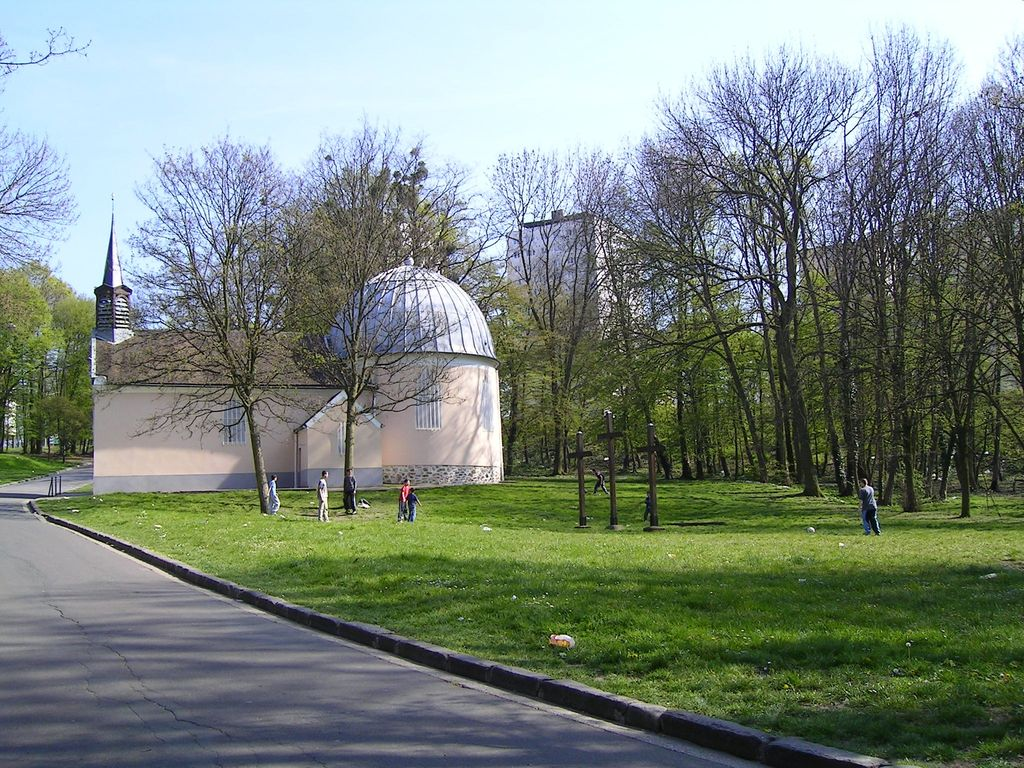
La chapelle Notre-Dame des Anges

## Infrastrutture e trasporti
A Clichy-sous-Bois non ci sono né stazioni della metropolitana né del RER. La stazione più vicina alla città è la stazione di Raincy - Villemomble - Montfermeil della linea RER E (nel comune di Le Raincy).
L'unica linea diretta degli autobus che serve Clichy è la 601AB.

## Società

### Evoluzione demografica
Abitanti censiti

## Galleria d'immagini

Posizione di Clichy-sous-Bois nella regione
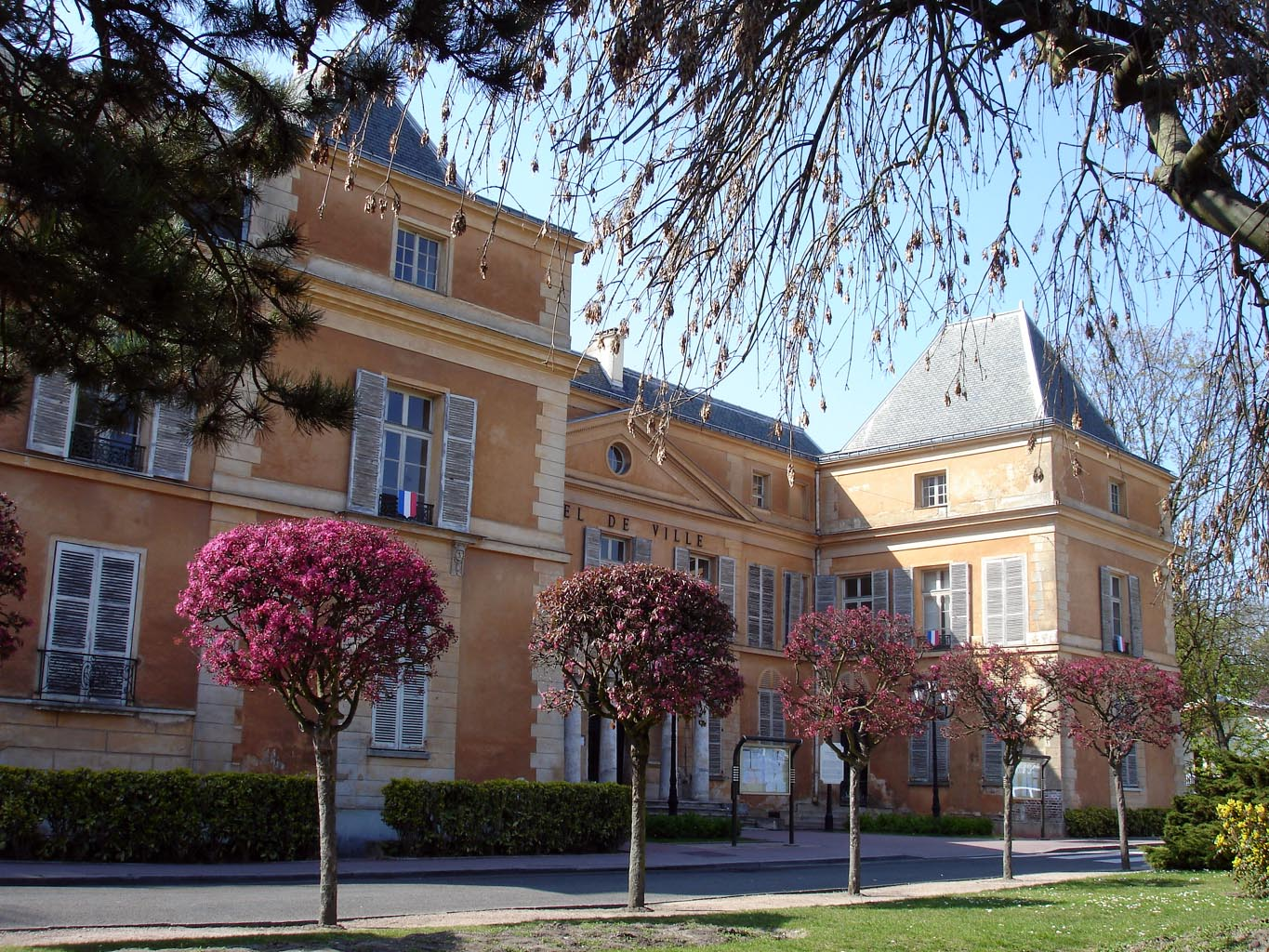
Hotel de la Ville
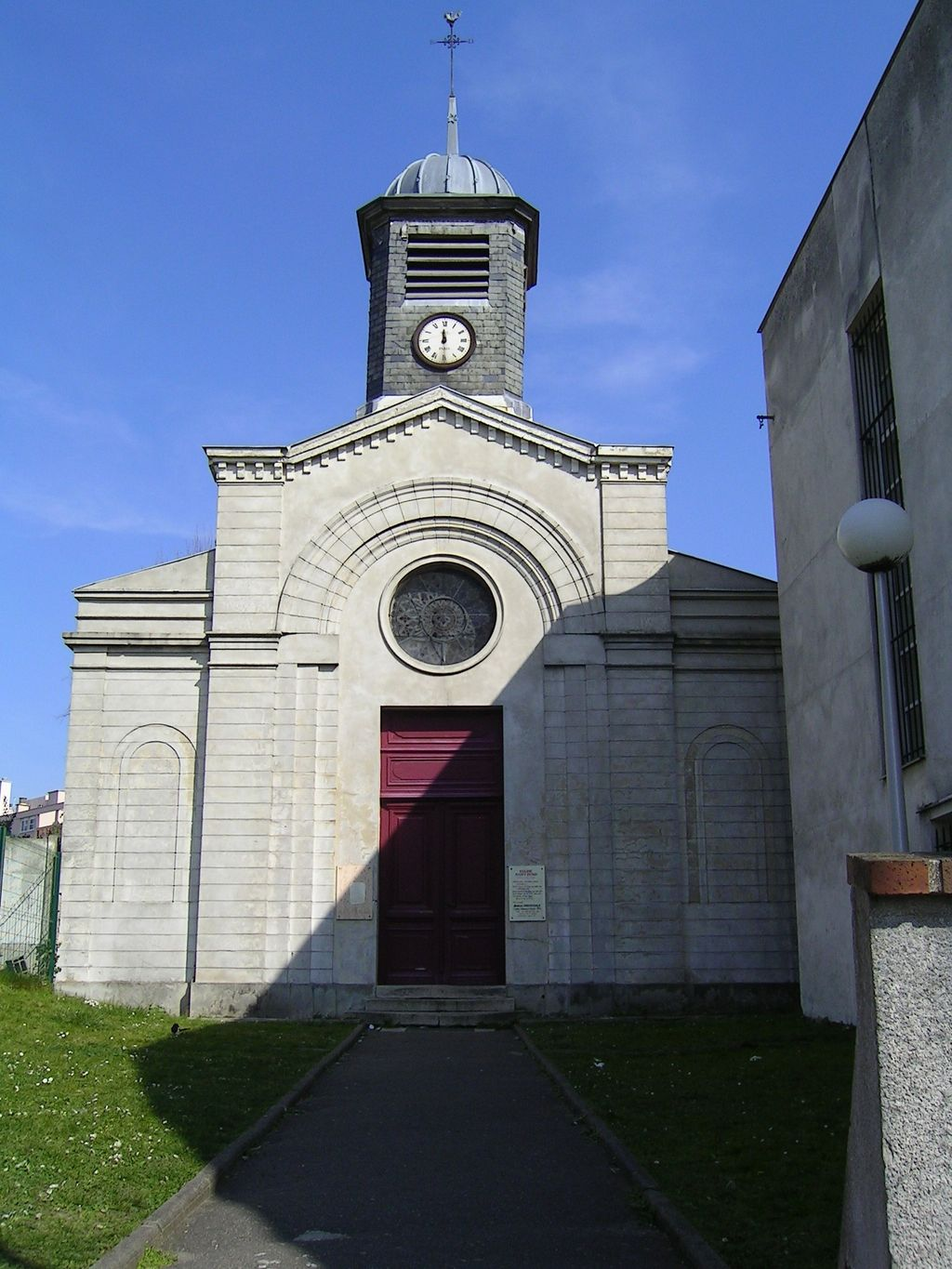
Chiesa di Saint Denis
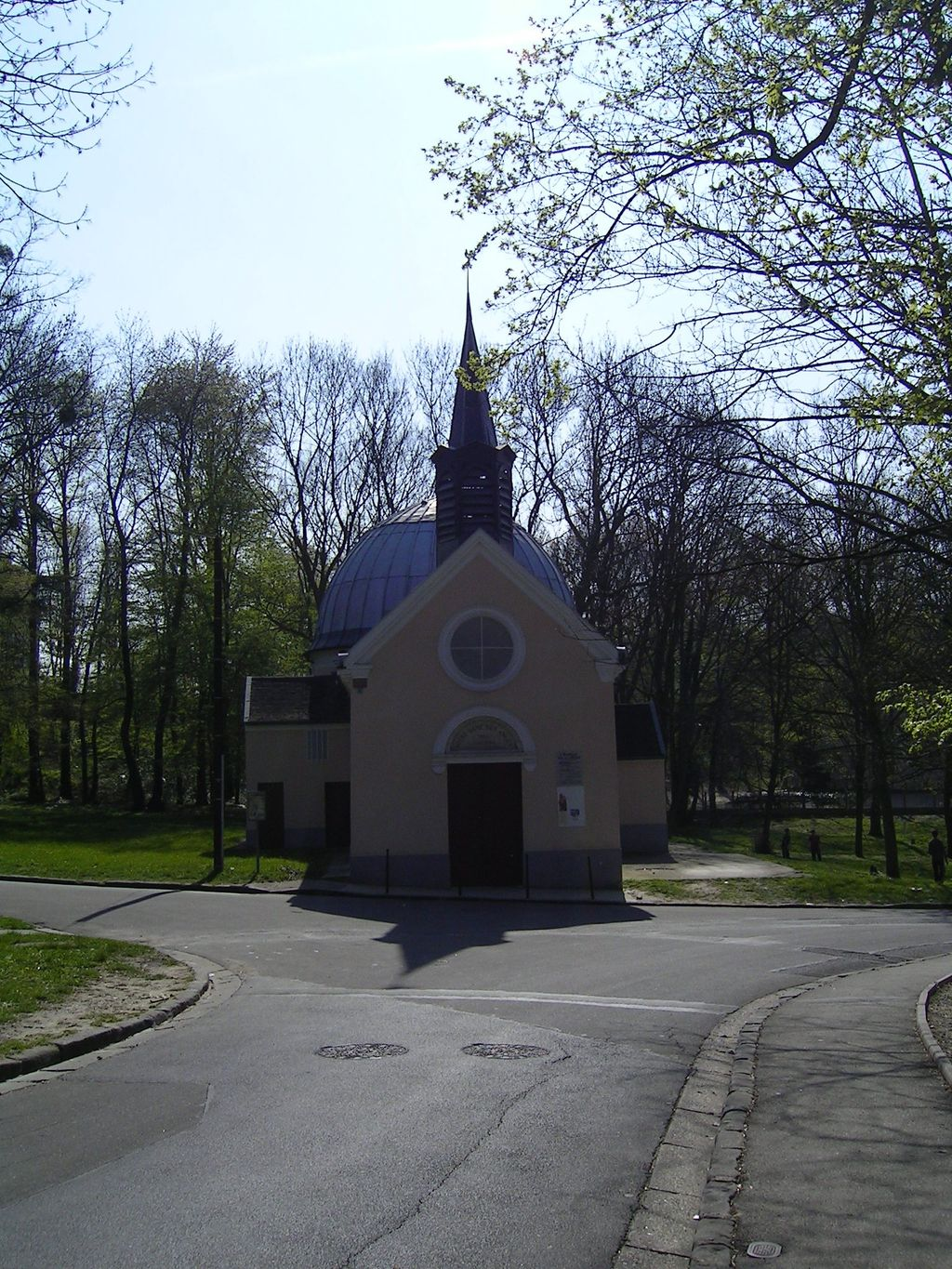
Chiesa di Notre-Dame des Anges
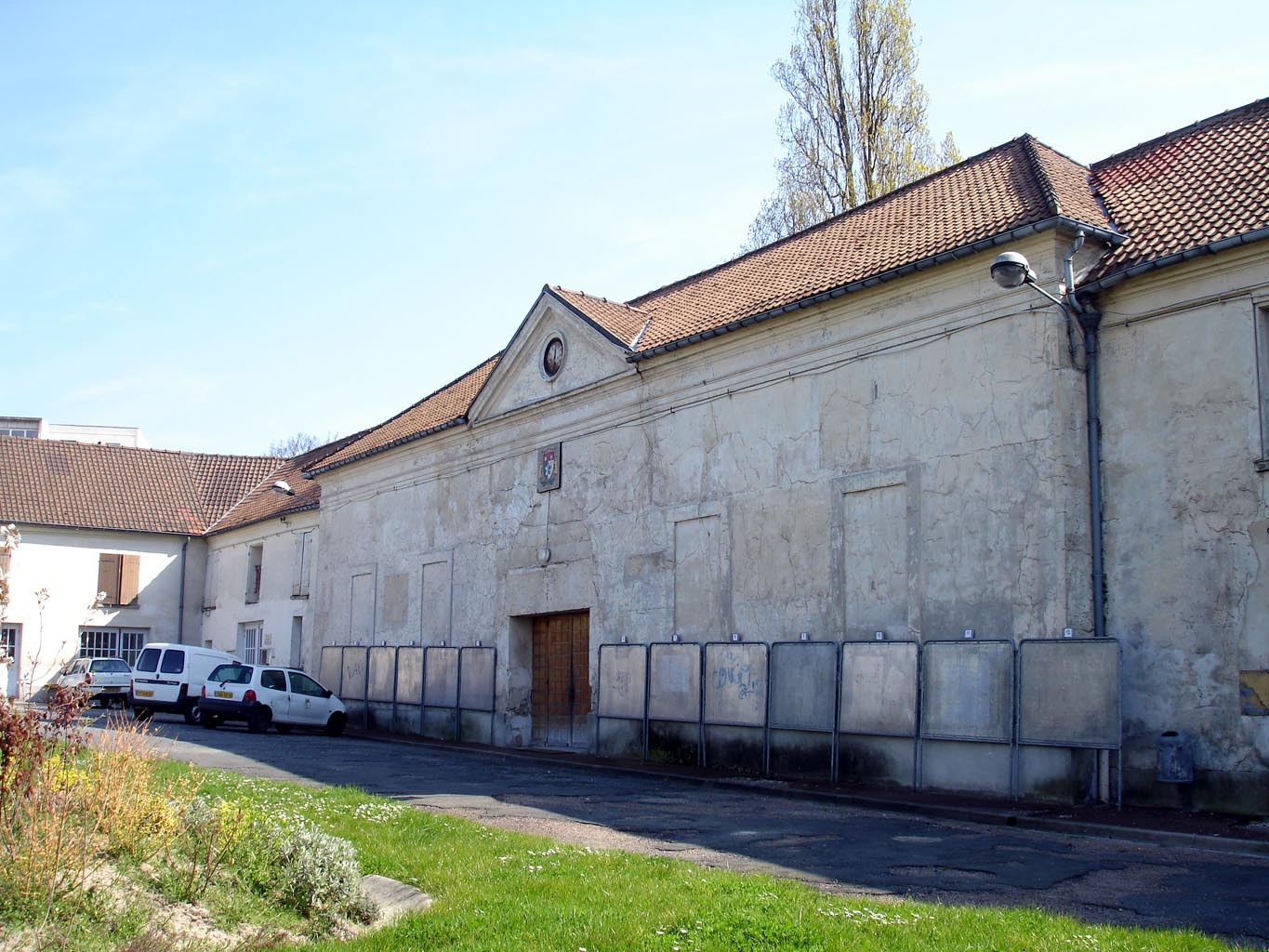
Aranciera di Clichy
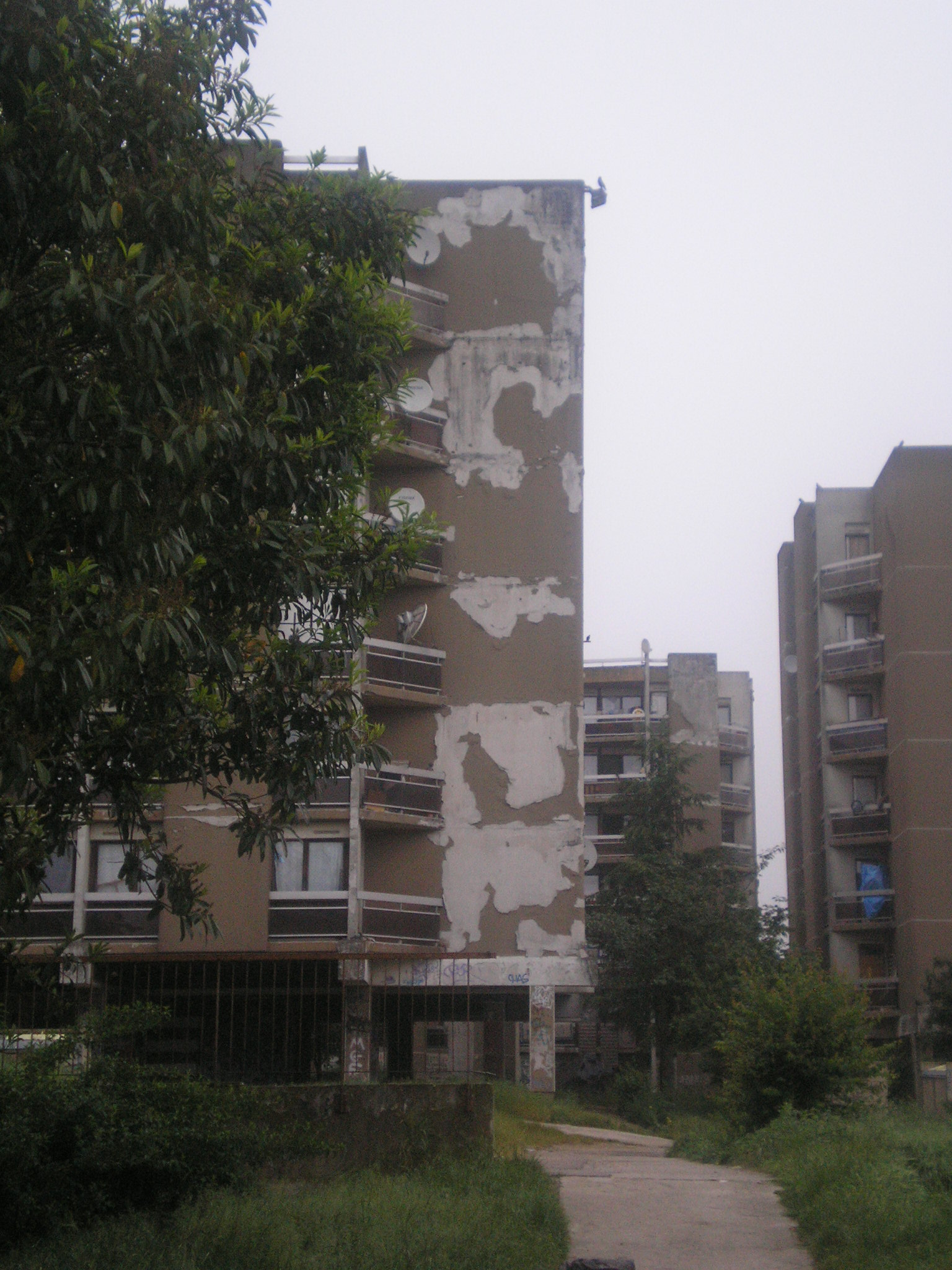
Condomini degradati a Clichy
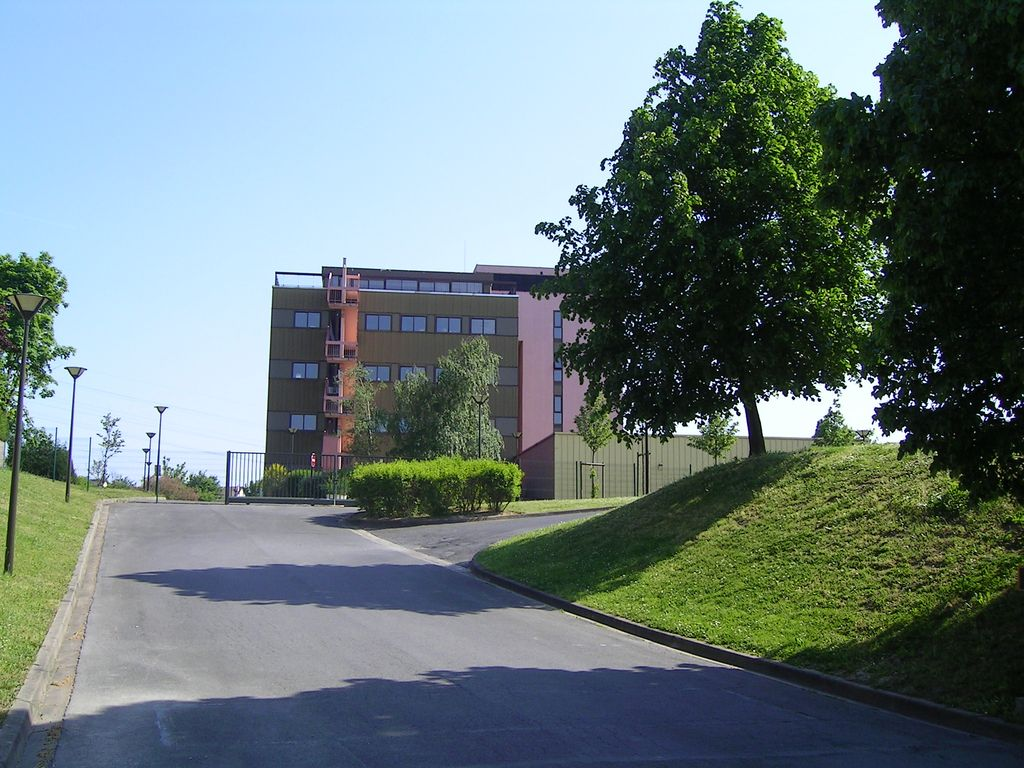
Conservatorio
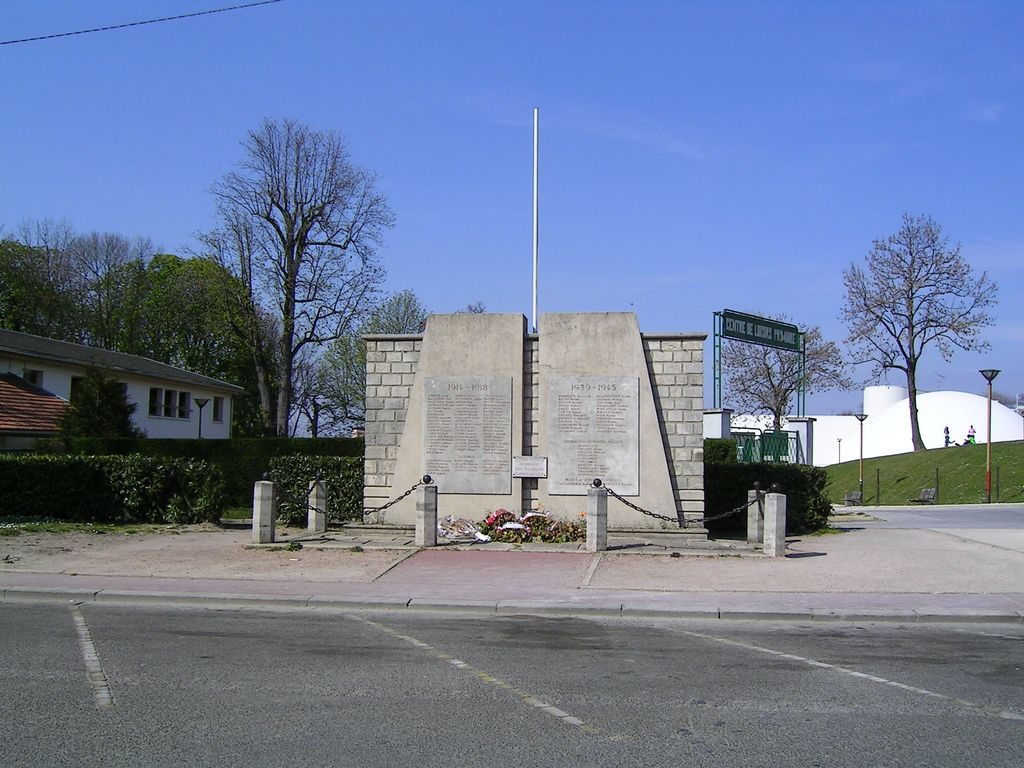
Monumento ai Caduti
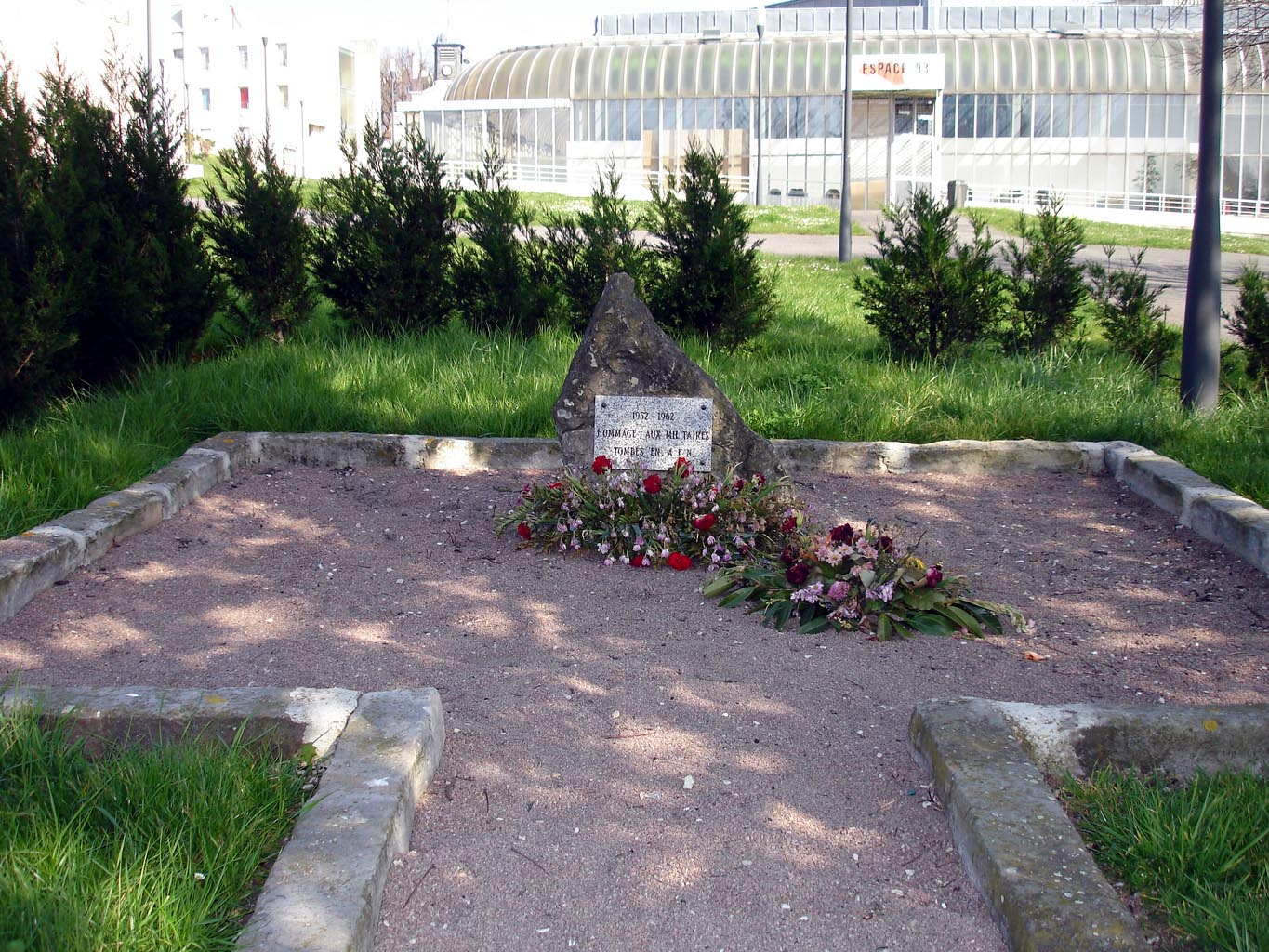
Monumento ai militi caduti nell'Africa del Nord
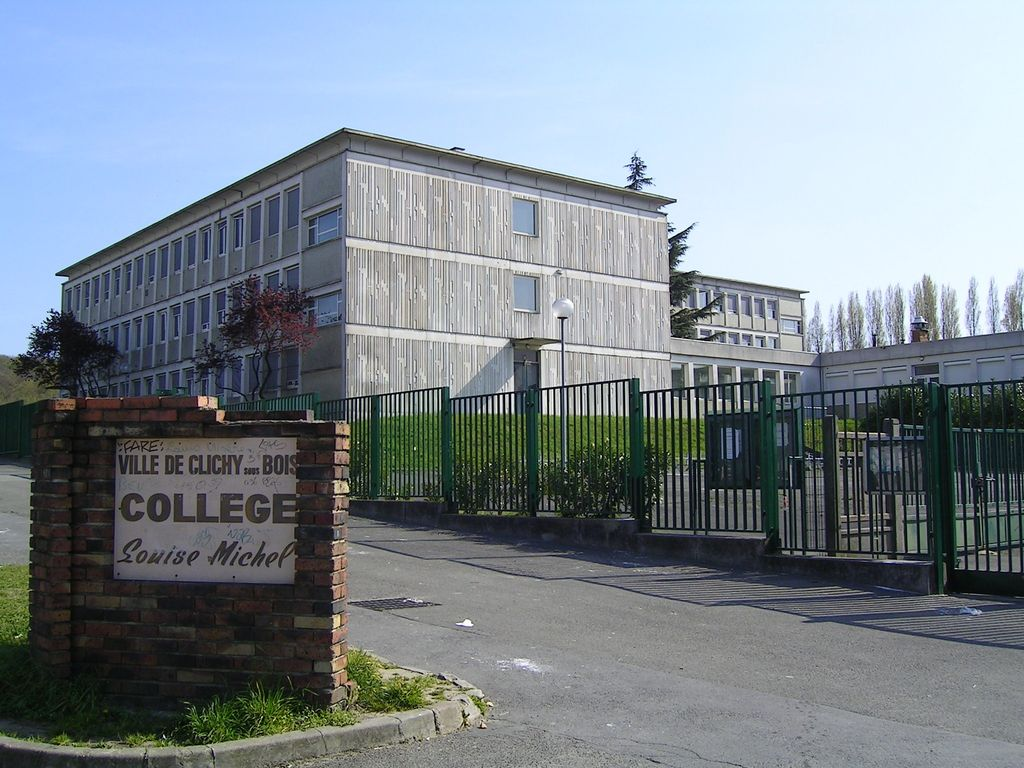
Collège Louise Michel